# Xian de Wenshan
Le xian de Wenshan (文山县 ; pinyin : Wénshān Xiàn), subdivision de la province du Yunnan en Chine, est le centre administratif de la préfecture autonome zhuang et miao de Wenshan.
La ville de Wenshan est traversée par la Rivière Claire, qui coule ensuite vers le Viêt Nam.

## Démographie
La population du district était de 404 410 habitants en 1999.

## Culture

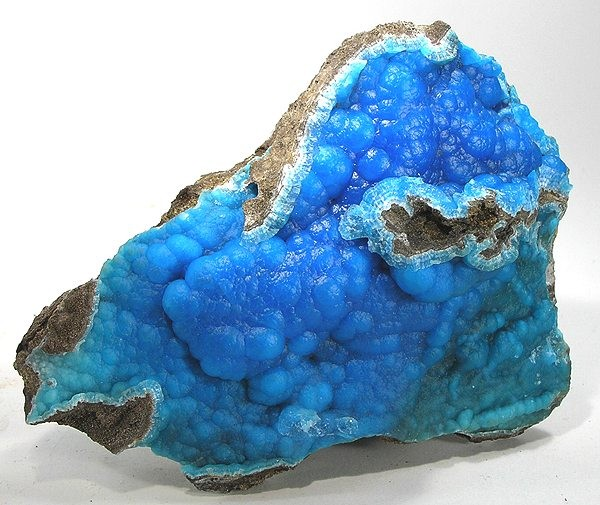
Minerai d'hémimorphite de la mine de Wenshan.

La mine de zinc de Wenshan produit des échantillons d'hémimorphite recherchés.
Le village Zhuang de A'e est célèbre dans toute la Chine et le Japon pour la qualité de ses gravures. Une tradition y est conservée et perdure.